# Underwoodisaurus
Underwoodisaurus este un gen de șopârle din familia Gekkonidae.

Cladograma conform Catalogue of Life:
| Underwoodisaurus | \| \| Underwoodisaurus milii \| \| \| \| \| \| Underwoodisaurus sphyrurus \| \| \| \| |
|                  | \| \| Underwoodisaurus milii \| \| \| \| \| \| Underwoodisaurus sphyrurus \| \| \| \| |
|                  | Underwoodisaurus milii                                                                |
|                  |                                                                                       |
|                  | Underwoodisaurus sphyrurus                                                            |
|                  |                                                                                       |